# Vũ Thành, Nhã An
Vũ Thành (tiếng Trung: 雨城区), là một khu của địa cấp thị Nhã An, tỉnh Tứ Xuyên, Trung Quốc. Vũ Thành nằm trên con đường tơ lụa phương nam thời cổ và từng là tỉnh lị của tỉnh Tây Khang thời Trung Hoa Dân Quốc. Vũ Thành là khu trung tâm hành chính cũng như là trung tâm trên hầu hết các phương diện khác của Nhã An. Vũ Thành có tiềm năng lớn về thủy điện và du lịch. Vũ Thành nguyên là huyện cấp thị Nhã An, được đổi thành khu Vũ Thành khi địa khu Nhã An trở thành địa cấp thị Nhã An vào năm 2000.

### Nhai đạo
- Đông Thành nhai đạo (东城街道)
- Tây Thành nhai đạo (西城街道)
- Hà Bắc nhai đạo (河北街道)
- Thanh Giang nhai đạo (青江街道)

### Trấn
| - Bắc Giao trấn (北郊镇) - Thảo Bá trấn (草坝镇) - Hiệp Giang trấn (合江镇) - Đại Hưng trấn (大兴镇) - Đối Nham trấn (对岩镇) - Sa Bình trấn (沙坪镇) | - Trung Lý trấn (中里镇) - Thượng Lý trấn (上里镇) - Nghiêm Kiều trấn (严桥镇) - Yến Trường trấn (晏场镇) - Đa Doanh trấn (多营镇) - Bích Phong Hiệp trấn (碧峰峡镇) |

### Hương
| - Nam Giao hương (南郊乡) - Bát Bộ hương (八步乡) - Quan Hóa hương (观化乡) | - Khổng Bình hương (孔坪乡) - Phượng Minh hương (凤鸣乡) - Vọng Ngư hương (望鱼乡) |